# Poumy Arnaud
Poumy Arnaud (auch Poumi Arnaud, * 9. Oktober 1935 in Orgerus als Rene Jacques Philippe Marie Arnaud; † 26. Oktober 2022 in Morteaux-Coulibœuf) war ein französischer Jazzmusiker (Schlagzeug).

## Leben und Wirken
Arnaud entdeckte als Jugendlicher in den Nachkriegsjahren über Schellackplatten die Musik von Mezz Mezzrow und Sidney Bechet. In der Folge trat er mit Armand Gordons Dixie Jazz Pals et son Ragtime Band auf, mit dem 1955 erste Aufnahmen entstanden. In den nächsten Jahren begleitete er amerikanische Musiker wie Albert Nicholas und Mezz Mezzrow.
1957 holte Claude Luter Arnaud für eine Tournee durch Südamerika (Claude Luter en Buenos Aires). Er war der letzte Schlagzeuger, mit dem Sidney Bechet vor dessen Tod im Jahr 1959 arbeitete; später war er Gründer der Formation Sidney Bechet Memory. Des Weiteren spielte er mit Bill Coleman und Al Grey, bevor er künstlerischer Leiter des Mégève Jazz Festival und des Mégève Jazz Contest wurde, eines Wettbewerbs internationaler Orchester. Aufnahmen entstanden weiterhin mit René Franc et les Bootleggers (Parle de Christel, 1975), Armand Gordon & son Jazz Clan sowie mit der Jacky Milliet „French“ Band.
Mit dem Pianisten Christian Azzi leitete Arnaud ab 1999 ein Sextett, das zwei Alben veröffentlichte und aus dem sich die Sidney Bechet Memory All Stars entwickelten. Im Bereich des Jazz war er laut Tom Lord zwischen 1955 und 2013 an 24 Aufnahmesessions beteiligt, u. a. auch mit André Réwéliotty und Stéphane Guerault. Zu sehen war er in der TV-Musikdokumentation Stupéfiant!, die ab 2016 auf Canal 2 ausgestrahlt wurde.

## Diskographische Hinweise
- Sidney Bechet/André Reweliotty: Jazz sur la Croisette (1958), mit Roland Hug, Jean-Louis Durand, Yannick Singéry, Zozo d’Halluin
- Poumi Arnaud & Christian Azzi Jazz Clan Live in Mégève (2001)
- Poumy Arnaud & Christian Azzi Presentent Sidney Bechet Memory (Capa, 2003), mit Benoît de Flamesnil, Alain Marquet, Olivier Franc, Totole Masselier
- Sidney Bechet Memory All Stars (Capa, 2008), mit Marcel Bornstein, Benny Vasseur, Alain Marquet, Olivier Franc, Christian Azzi, Totole Masselier